# 포항이동중학교
포항이동중학교(浦項梨洞中學校)는 대한민국 경상북도 포항시 남구 이동에 있는 공립 중학교이다.

## 학교 연혁
- 2001년 8월 9일 : 이동중학교 설립 인가 (24학급)
- 2003년 3월 1일 : 초대 조광자 교장 취임
- 2013년 9월 1일 : ‘포항이동중학교’ 로 교명 변경
- 2015년 2월 2일 : 교육부 요청 인성교육 연구학교 지정
- 2018년 2월 13일 : 2018학년도 명품학교 선정 (4년 연속)
- 2020년 2월 3일 : 민주시민교육선도학교 선정
- 2022년 3월 1일 : 인공지능(AI)교육 선도학교 선정
- 2022년 3월 1일 : 수학 나눔 학교 선정
- 2023년 9월 1일 : 제9대 정석기 교장 취임
- 2023년 12월 29일 : 제19회 졸업식 (214명, 졸업생 누계 6,640명)
- 2024년 3월 4일 : 제22회 입학식 (241명)

## 참고 자료
- 포항이동중학교 - 한국교육학술정보원 학교알리미